# Яґодня (Мазовецьке воєводство)
Яґодня (пол. Jagodnia) — село в Польщі, у гміні Седльці Седлецького повіту Мазовецького воєводства. Населення — 124 особи (2011).
У 1975—1998 роках село належало до Седлецького воєводства.

## Демографія
Демографічна структура станом на 31 березня 2011 року:
|          | Загалом | Допрацездатний вік | Працездатний вік | Постпрацездатний вік |
| -------- | ------- | ------------------ | ---------------- | -------------------- |
| Чоловіки | 62      | 15                 | 39               | 8                    |
| Жінки    | 62      | 20                 | 27               | 15                   |
| Разом    | 124     | 35                 | 66               | 23                   |